# اغتصاب المواعد
يعد اغتصاب المُواعِد أو الاغتصاب في إطار المواعدة شكل من أشكال اغتصاب المعارف وغالباً ما يستعمل المصطلحين على أنهما مصطلح واحد ولكن يشير اغتصاب المواعِد بشكل خاص إلى الاغتصاب الذي يوجد فيه نوع من العلاقات الرومنسية أو الجنسية المحتملة بين الطرفين.
تشمل حالات اغتصاب المعارف أيضاً حالات الاغتصاب التي يكون فيها الجاني والضحية على علاقة غير جنسية وغير عاطفية كزملاء العمل أو الجيران.
ينتشر اغتصاب المواعِد بشكل خاص بين الطلاب في حرمِ الجامعات حيث يحدث بشكل متكرر خلال تعاطي الكحول أو عقاقير الاغتصاب الأخرى.

## التاريخ والاستخدام
كان يُعتبر الاغتصاب تاريخياً وفي معظم أنحاء العالم على أنه سرقة لممتلكات الرجل (غالباً ما يكون الأب أو الزوج) ولا يعد ضرر الملكية في هذه الحالة قانونياً إلحاق الضرر بالضحية بل إلحاق الضرر بالوالد أو الزوج لذا وبناءً على التعريف فإن الزوج لا يغتصب زوجته.
تغيرتْ وجهات النظر القانونية بالتدريج حيث قامتْ كل الولايات الأمريكية الخمسين بإدانةِ مفهومِ الاغتصاب الزوجي بحلول عام 1993. مازال هذا المفهوم غير موجود في قانون بعض السلطات القضائية كما يذكر كيرستي لو في مقدمة فهم الاغتصاب الزوجي في سياق عالمي: «لا يعد تقديم الموافقة في بعض الثقافات من صلاحيات الزوجة حتى فالعائلات التي رتبت الزواج تضمن موافقتها الدائمة».
تم اعتبار الاغتصاب منذ العقود الأخيرة في القرن العشرين وفي معظم أنحاء العالم على أنه الجماع الجنسي (بما في ذلك الجماع الشرجي أو الفموي) دون موافقة الشخص الصريحة مما يجعلهُ مخالفاً للقانون متضمناً الأشخاص الذين يعرفون بعضهم البعض أو الذين سبق لهم ممارسة الجنس بالتراضي، وقد حددتْ بعض السلطات القضائية أن الأشخاص الذين يعانون من الإعياء بسبب الكحول أو المخدرات الأخرى غير قادرين على الموافقة على ممارسة الجنس. كما اختلفت المحاكم حول ما إذا كان من الممكن في وقت لاحق سحب الموافقة بعد أن تم تقديمها سابقاً.
تصنف العديد من المجتمعات درجة خطورة الاغتصاب بناءً على درجة القربى بين الجاني والضحية حيث من المرجح اعتبار الاعتداء من قبل شخص غريب على أنه «اغتصاب حقيقي» مقارنة بالاغتصاب الذي يقوم به أحد المعارف.
تم وبسبب هذا المفهوم الثقافي اعتبار العديد من حالات اعتصاب المواعِد على أنها أقل خطورة من الاغتصاب من قبل شخص غريب بسبب طبيعة العلاقة بين الجاني والضحية وخاصة بالنسبة لأولئك الذين تجمعهم علاقة جنسية سابقة أو حالية.
يحمل مفهوم اعتصاب المواعِد مفهوماً مختلفاً في الجامعات حيث يكون الموعد عبارة عن حفلة وتكون الضحية قد تعاطت الكحول والمخدرات التي قُدمتْ لها من قبل الرجل وأصدقائهِ غالباً وبالتالي فإن الاغتصاب في هذه الحالة هو جهد جماعي.

## الضحايا
تقول الباحثة ماريا كوس بأن الذروة بالنسبة للمراحل العمرية التي يحصل فيها اعتصاب المواعِد هي ما بين أواخر المراهقة وأوائل العشرينات.
بالرغم من أن اعتصاب المواعِد يعد تجربة مؤذية ومدمرة ومغيرة للحياة إلا أن الأبحاث التي أجراها موفسون وكرانز أظهرت بأن نقص الدعم كان عاملاً أساسياً في عدم الشفاء التام لدى الضحايا. يرفض الضحايا في أغلب الحالات الإفصاح عن أي معلومة متعلقة بالاعتداء الجنسي للآخرين خصوصاً إن كانوا قد تعرضوا للاغتصاب في إطار المواعدة أو الاغتصاب من قبل المعارف وذلك بسبب مشاعر الإذلال ولوم الذات.
ومع ذلك فقد كان هناك العديد من السياقات التي كان الضحايا بها قادرين على طلب المساعدة أو الكشف عن الاعتداءات الجنسية التي قد تعرضوا لها. إن هذا الإفصاح أو التحدث على العلن يكون ناتج عن الرغبة في حماية الأشخاص الآخرين من المرور في تجربة مماثلة.
تم إجراء معظم الأبحاث حول ضحايا الاعتداء الجنسي على سكان الطبقة المتوسطة البيضاء ومع ذلك فإن معدل انتشار اعتصاب المواعِد أو اغتصاب المعارف أعلى بين فئة الشباب السود أو من أصول إسبانية ولها عوامل اختطار خاصة بها.

## التأثيرات
يقول الباحثون بأن اعتصاب المواعِد يؤثر على الضحية بدرجة مماثلة لتأثير الاغتصاب من قبل شخص غريب وإن فشل الآخرين في الاعتراف به وأخذه على محمل الجد يجعل من التعافي أصعب على الضحايا.
غالباً ما يتم ارتكاب جرائم الاغتصاب من قبل أشخاص يعرفون الضحايا وكسبوا ثقتهم ومع ذلك فإن سيناريو اعتصاب المواعِد لا يعد مقنعاً لبعض الأشخاص  لأنهم متعصبين للمفهوم النمطي للاغتصاب والضحية والجاني. يميل هؤلاء الأشخاص لتبرير الاغتصاب في سياق المواعدة ولوم الضحايا على وقوع الاعتداء خصوصاً الضحايا النساء وربط الموضوع بارتداء ملابس مثيرة ومحرضة أو بالانخراط في علاقة رومنسية مع الجاني.
إحدى المشاكل الرئيسية التي تعيق شمل اعتصاب المواعِد ضمن مفهوم الاغتصاب هو نمط العلاقة التي تجمع الضحية بالجاني حيث كلما كانت العلاقة بينهما أكثر حميمية كلما زاد احتمال اعتبار الشهود للاعتداء الجنسي حدثاً قد جرى بالتراضي وليس مسألة خطيرة.